# Lucida (police de caractères)
Pour les articles homonymes, voir Lucida.
Lucida est une famille étendue de police de caractères à chasse fixe, créée en 1985, par Charles Bigelow et Kris Holmes.
Il y a beaucoup de variantes de Lucida, dont des Scripts (Blackletter, Calligraphy, Handwriting), serif (Fax, Bright) et sans serif (Sans, Sans Unicode, Grande, Sans Typewriter).
Bigelow et Holmes, en association avec le fournisseur TeX Y&Y, ont étendu la famille Lucida d’un jeu entier de symboles mathématiques TeX, en faisant ainsi une des rares fontes disponible pour TeX à fournir un ensemble de caractères textes et mathématiques complet.

## Lucida Console
Lucida Console est la police de caractères de l’écran bleu de la mort, ainsi que la police par défaut du bloc-notes de Windows XP et Windows CE.
En France, les services postaux recommandent l’usage de la police de caractères Lucida Console pour l’impression d’adresses sur les enveloppes (tout particulièrement le code postal suivi du nom de la commune). En effet, les systèmes optiques des centres de tri sont optimisés pour la lecture et la reconnaissance des glyphes de cette police.

## Lucida Grande

Exemple de Lucida Grande.

Lucida Grande a été utilisé dans les systèmes d’exploitation Mac OS X d’Apple jusqu’à la version 10.9 Mavericks (la version 10.10 Yosemite utilisant une variante nommée Desk Interface d’Helvetica Neue ; première fois qu’Apple change la police système de son histoire) et le site Facebook, ainsi que Lucida Sans Unicode (très proche) sur le site d’Apple.
Lucida Sans Demibold (glyphes identiques à ceux de Lucida Grande Bold, mais avec un crénage plus petit sur les numéros) est utilisé dans de nombreux autres programmes dont Front Row.

## Autres variantes

Lucida Sans Unicode.
Lucida Sans.
Lucida Sans Typewriter.
Lucida Handwriting.
Lucida Calligraphy.
Lucida Blackletter.
Lucida Fax.
Lucida Bright.
Lucida Serif.